# Brotherhood of Man
Brotherhood of Man este o formație muzicală pop engleză. 
Membrii formației sunt Martin Lee (decedat în 2024), Lee Sheriden, Sandra Stevens și Nicky Stevens. Este cunoscută pentru că a câștigat concursul muzical Eurovision 1976 cu melodia Save Your Kisses for Me (Păstrează-ți săruturile pentru mine).